# Tettigonia
Genre
Tettigonia est un genre de sauterelles de la famille des Tettigoniidae.

## Distribution
Les espèces de ce genre se rencontrent en Europe, en Afrique du Nord et en Asie. 

## Liste des espèces
Selon Orthoptera Species File (29 mars 2010) :
- Tettigonia acutipennis Ebner, 1946
- Tettigonia cantans (Fuessly, 1775)
- Tettigonia caudata (Charpentier, 1842)
- Tettigonia chinensis Willemse, 1933
- Tettigonia dolichoptera Mori, 1933
- Tettigonia hispanica Bolívar, 1893
- Tettigonia ibuki Furukawa, 1938
- Tettigonia krugeri Massa, 1998
- Tettigonia longealata Chopard, 1937
- Tettigonia longispina Ingrisch, 1983
- Tettigonia lozanoi (Bolívar, 1914)
- Tettigonia macrocephalus (Fischer von Waldheim, 1846)
- Tettigonia macroxipha (Bolívar, 1914)
- Tettigonia orientalis Uvarov, 1924
- Tettigonia savignyi (Lucas, 1849)
- Tettigonia silana Capra, 1936
- Tettigonia tsushimensis Ogawa, 2003
- Tettigonia turcica Ramme, 1951
- Tettigonia ussuriana Uvarov, 1939
- Tettigonia vaucheriana (Pictet, 1888)
- Tettigonia viridissima (Linnaeus, 1758)
- Tettigonia yama Furukawa, 1938